# 톰 매슈스

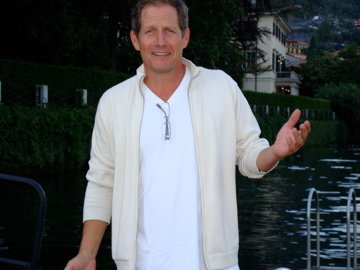

톰 매슈스(Thom Mathews, 1958년 11월 28일 ~ )는 미국의 배우, 텔레비전 배우, 영화배우이다.
로스앤젤레스에서 태어났다.

## 영화
- 페일 세이프 (2000년)
- 민 건스 (1997년)
- 크레이지 식스 (1997년)
- 피스메이커 (1997년)
- 레이븐 호크 (1996년)
- 힛씨커 (1995년)
- 어벤저 4 (1994년)
- 네미시스 (1993년)
- 피의 승부사 (1991년)
- 모터 솔저 (1991년)
- 불멸의 록 허드슨 (1990년)
- 에이리언 프럼 LA (1988년)
- 13일의 금요일 7 - 새로운 살인 (1988년)
- 바탈리언 2 (1988년) - 조이 역
- 다운 트위스티드 (1987년)
- 특공대작전 3 - V2 미사일 저지 작전 (1987년)
- 데인저러슬리 클로즈 (1986년)
- 13일의 금요일 6 (1986년)
- 바탈리언 (1985년) - 프레디 역
- 다이너스티 (1981년) 무무